# El Diario Montañés
El Diario Montañés ist eine regionale Tageszeitung für die nordspanischen Region Kantabrien mit Sitz in Santander. El Diario Montañés gehört zur Mediengruppe Vocento und ist mit einer täglichen Auflage von 39.702 Exemplaren die wichtigste Tageszeitung in Kantabrien.
El Diario Montañés erschien zum ersten Mal am 1. August 1902 in Santander, der Hauptstadt der Region Kantabrien. Nach dem verheerenden Brand in Santander am 14. Februar 1941, dem ein großer Teil der Stadt zum Opfer fiel, musste das Blatt ein Jahr lang von Bilbao aus verlegt werden. 1984 wurde die Zeitung in die Mediengruppe der im Baskenland ansässigen Zeitung El Correo eingegliedert.
Seit 2003 verfügt El Diario Montañés über einen eigenen lokalen Fernsehsender, Canal 8 DM, und seit 2007 über den Radiosender Radio Punto DM.